# オリョークマ川

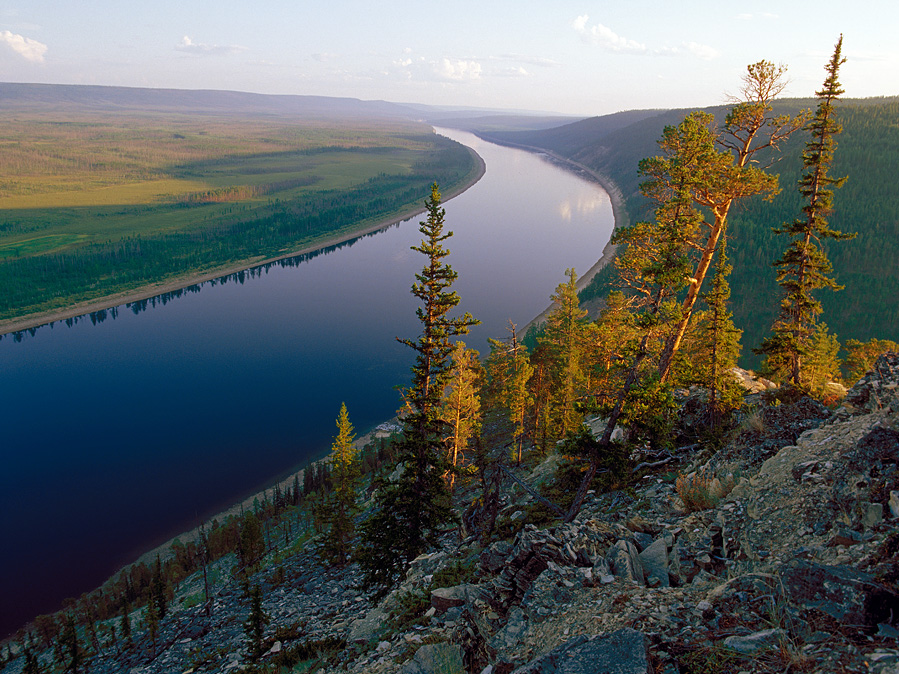

オリョークマ川（オリョークマがわ、ロシア語: Олёкма、サハ語: Өлүөхүмэ）は、ロシア・シベリア東部を流れる川で、レナ川の右岸に合流する支流である。
チタ州のヤブロノヴイ山脈の北東に源を発し、高山地帯を貫き北へ流れる。西はスタノヴォイ高地、東はアルダン高地・スタノヴォイ山脈となる。高地を抜けると、オリョークミンスクの近くでレナ川に合流する。チタ州、アムール州、サハ共和国を流域とする。